# Huntingdon (Quebec)
Huntingdon é uma cidade localizada na província de Quebec no Canadá.